# Тименка (Владимирская область)
Тименка — деревня в Гусь-Хрустальном районе Владимирской области России, входит в состав Муниципального образования «Посёлок Анопино».

## География
Деревня расположена в 1,5 км на юг от центра поселения посёлка Анопино и в 8 км на север от Гусь-Хрустального. 

## История
В конце XIX — начале XX века деревня входила в состав Моругинской волости Судогодского уезда, с 1926 года — в составе Арсамакинской волости. В 1859 году в деревне числилось 5 дворов, в 1905 году — 7 дворов, в 1926 году — 14 дворов. 
С 1929 года деревня входила в состав Анопинского сельсовета Гусь-Хрустального района, с 1954 года — в составе Арсамакинского сельсовета, с 1971 года — в составе Вашутинского сельсовета, с 2005 года — в составе Муниципального образования «Посёлок Анопино».

## Население
| 1859 | 1905 | 1926 |
| ---- | ---- | ---- |
| 46   | 35   | 70   |

| 1859 | 1905 | 1926 | 2002 | 2010 | 2021 |
| ---- | ---- | ---- | ---- | ---- | ---- |
| 46   | ↘35  | ↗70  | ↗107 | ↗120 | ↘89  |